# Lista dos Ministros Gerais Conventuais
Esta é uma lista sucessória dos Ministros Gerais, da Ordem dos Frades Menores Conventuais, com indicação dos seus anos e o local do Capítulo Geral. O título de Ministro vem diretamente do fundador São Francisco de Assis, que de acordo com sua visão, os irmãos eram todos iguais e não gostava do termo "superior". Assim, os frades que supervisionavam os demais irmãos, deveriam ser um servo que cuidava e não um superior.
Sobre o Ministro Geral, são Francisco escreveu em sua regra: Os Irmãos, onde quer que estejam, se não puderem observar a nossa vida, recorram quanto antes ao seu Ministro, cientificando-o disto. O Ministro, então, se empenhe em atendê-los de tal modo como ele próprio quereria, se estivesse em semelhante situação. E ninguém se chame prior mas, neste gênero de vida, todos se chamem Irmãos Menores. E um lave os pés do outro.
Depois ele vai dizer: Todos os Irmãos constituídos Ministros e servos dos outros Irmãos, nas Províncias e nos lugares onde estiverem, coloquem seus Irmãos, visitem-nos freqüentemente, admoestem-nos espiritualmente e confortem-nos. E todos os outros meus Irmãos benditos, obedeçam-lhes diligentemente nestas coisas referentes à saúde da alma e que não contradizem a nossa vida. E façam, entre si, assim como diz o Senhor: Tudo quanto quereis que os homens vos façam, fazei-o também vós a eles; E: O que não queres que se faça a ti, não o faças ao outro. E recordem os Ministros e servos o que diz o Senhor: Não vim para ser servido, mas para servir; porque lhes foi confiado o cuidado das almas dos Irmãos, dos quais terão de prestar contas, no dia do juízo, diante do Senhor Jesus Cristo, se algo se perder por sua culpa e mau exemplo.

## Ministros da ordem indivisa

### Antes do Cisma do Ocidente
- 1 João Parenti (1227-1232)
- 2 Elias de Cortona (1232-1239)
- 3 Alberto de Pisa (1239-1240)
- 4 Aimão de Faversham (1240-1243)
- 5 Crescêncio de Jesi (1244-1247)
- 6 João de Parma (1247-1257)
- 7 Boaventura de Bagnoregio (1257-1274)
- 8 Girolamo Masci da Ascoli (1274-1279), mais tarde papa Nicolau IV
- 9 Boagrácia de San Giovanni in Persiceto (1279-1285)
- 10 Arlotto da Prato (1285-1287)
- 11 Mateus de Acquasparta (1287-1289)
- 12 Raimondo Gaufridi (1289-1295)
- 13 Giovanni de Morrovalle (1296-1304)
- 14 Consalvo Hispano (1304-1313)
- 15 Alessandro Bonini de Alexandria (1313-1314)
- 16 Miguel de Cesena (1316-1328)
- cardeal Bertrand de La Tour (1328-1329), vigário geral
- 17 Geraldo Ot (1329-1342)
- 18 Fortanier de Vassal (1343-1348)
- 19 Guillaume Farinier (1348-1357)
- 20 Juan Bouchier (1357-1358)
- 21 Marcos de Viterbo (1359-1366)
- 22 Tomás de Frignano (1367-1372)
- 23 Leonardo Rossi (1373-1378)

### Durante o Cisma do Ocidente
Ministros da obediência romana:
- 24 Alto de Veneza (1379-1383)
- 25 Pedro de Conzano (1383-1384)
- 26 Martino Sangiorgio de Rivarolo (1384-1387)
- 27 Enrico Alfieri (1387-1405)
- 28 Antonio Vinitti da Pereto (1405-1408)
- Angelo Salvetti (1408-1409), vigário geral
- 29 Antônio de Cássia (1410-1415)

Ministros Avignoneses da Obediência:
- Leonardo Rossi (1378)
- Angelo da Spoleto (1379-1391)
- John Chevegneyo (1391-1402)
- Giovanni Bardolini (1403-1417)

### Depois do Cisma do Ocidente
Na conclusão do cisma, a Ordem se reuniu sob Antonio Vinitti.
- Antonio Vinitti de Pereto (1415-1420), segunda atribuição
- 30 Angelo Salvetti (1421-1424)
- 31 Antonio da Massa Maritima (1424-1430)
- 32 Guilherme de Casale (1430-1442)
  - Alberto Berdini da Sarteano (1442-1443), vigário geral
- 33 Antonio Rusconi (1443-1449)
- 34 Angelo Cristofori del Toscano (1450-1453)
- 35 Jacobo Bassolini de Mozzanica (1454-1457)
- 36 Jaime Zarzuela (1458-1464)
- 37 Francesco della Rovere (1464-1469), mais tarde Papa Sisto IV
- 38 Zanetto de Udine (Giovanni Dacre) (1469-1475)
- 39 Francesco Nanni conhecido como Sansão (1475-1499)
- 40 Egídio Delfini de Amélia (1500-1506)
- 41 Rainaldo Graziani de Cotignola (1506-1510)
- 42 Filippo Porcacci de Bagnacavallo (1510-1511)
  - Gomez de Lisboa (1511-1512), vigário geral
- 43 Bernardino Prati (1511-1517)

## Ministros após divisão
Divisão da Ordem entre Observação e Conventual.
A Igreja deu o selo da Ordem ao ministro geral da Observância, chamado até então: “ministro geral de toda a Ordem dos Frades Menores”.
| - 44 Cristoforo Numai da Forlì (1517-1518) - 45 Francesco Lichetto (1518-1520) - 46 Paolo da Soncino (1520-1523) - 47 Francisco de los Ángeles Quiñones (1523-1527) - Antonio da Calcena (1527-1529), vigário geral - 48 Paolo Pisotti (1529-1533) - 49 Vincenzo Lunello (1535-1541) - 50 João Mateus de Calvi (1541-1547) - 51 Andreas Alvarez (1547-1553) - 52 Clemente de Olera (1553-1557) - (um vigário geral desconhecido) (1557-1559) - 53 Francisco Zamora por Cuenca (1559-1565) - 54 Aloisio Pozzi de Borgonuovo (1565-1571) - 55 Christopher de Chaffontaines (1571-1579) - 56 Francesco Gonzaga de Mântua (1579-1587) - 57 Francisco de Toulouse (1587-1593) - 58 Bonaventura Secusio de Caltagirone (1593-1600) - 59 Francisco Susa por Toledo (1600-1606) - 60 Arcanjo Walter de Messina (1606-1612) - 61 Juan Hierro (1612-1613) - Antonio de Trejo (1613-1618), vigário geral - 62 Benigno de Gênova (1618-1625) - 63 Bernardine de Senna (1625-1631) - 64 Giovanni Battista Visco (1633-1639) - 65 Juan Marinero de Madrid (1639-1645) - 66 Giovanni Mazzara, 1645-1648 - 67 Pedro Manero (1651-1655) - 68 Michelangelo Bonadies de Sambuca da Sicília (1658-1664) - 69 Ildefonso Salizanes (1664-1670) - 70 Francesco Maria Rini (1670-1674) - 71 Francis Maria Nicolis (1674-1676) - 72 José Ximenes Samaniego (1676-1682) - 73 Pier Marino Sormani (1682-1688) - 74 Marcos de Zarzosa (1688-1690) - 75 Juan Aluin (1690-1694) - 76 Bonaventura Pomerio de Taverna (1694-1697) - 77 Mateus de Santo Stefano (1697-1700) - 78 Luis Torres (1700-1701) - 79 Ildefonso Biesma (1702-1716) - 80 José Garcia (1717-1723) - 81 Lorenzo Cozza de São Lourenço (1723-1726) - 82 Matteo Basile de Parete (1727-1729) - 83 Juan Ernesto Soto de Valladolid (1729-1736) - 84 Juan Bermejo (1736-1740) - 85 Gaetano Politi de Laurino (1740-1744) - 86 Rafaello Rossi de Lugagnano (1744-1750) - 87 Pedro Juanete de Molina (1750-1756) - 88 Clemente Guignoni de Palermo (1756-1762) - 89 Pedro Juanete da Molina (1762-1768) - 90 Pasquale Frasconi de Varese (1768-1791) - 91 Joaquin Company Soler (1792-1806) - 92 Ilario Cervelli de Montemagno (1806-1814) - 93 Gaudenzio Patrignani de Coriano (1814-1817) - 94 Cirilo Alameda y Brea (1817-1824) - 95 João Tecca por Capestrano (1824-1830) - 96 Luis Iglesias (1830-1834) - 97 Bartolome Altemir (1835-1838) - 98 Giuseppe Maria Maniscalco (1838-1844) - 99 Luigi Flamini de Loreto (1844-1850) - 100 Venanzio Metildi por Celano (1850-1856) - 101 Bernardino Trionfetti de Montefranco (1856-1862) - 102 Raffaele Lippi de Pontecchio Marconi (1862-1869) A Ordem foi formalmente unificada em 1897 (bula Felicitate quadram), pelo Papa Leão XIII, a partir da união das quatro famílias em que se dividiam os frades de observância regular (Observantes, Reformados Frades Menores, Recoletos, Descalços) com a simples redação: Ordem dos Frades Menores. - 103 Bernardino dal Vago de Portogruaro (1869-1889) - 104 Luís de Parma (1889-1897) - 105 Aloysius Lauer (1897-1901) - David Fleming (1901-1915), vigário geral - 106 Dionísio Schüler (1903-1911) - 107 Pacific Monza (1911-1915) - 108 Serafino Cimino de Capri (1915-1921) - 109 Bernardino Klumper (1921-1927) - 110 Bonaventura Marrani (1927-1933) - 111 Leonardo Bello (1933-1944) - Policarp Schmoll (1944-1945), vigário geral - 112 Valentin Schaaf (1945-1946) - 113 Pacífico Perantoni (1947-1952) - 114 Agostinho Sepinski (1952-1965) - 115 Constantin Koser (1965-1979) - 116 John Vaughn (1979-1991) - 117 Hermann Schalück (1991-1997) - 118 Giacomo Bini (1997-2003) - 119 José Rodríguez Carballo (2003-2013) - 120 Michael Perry (2013-2021) - 121 Massimo Fusarelli (a partir de 13 de julho de 2021) | - 44 Antonio Macelo de Petris de Cherso (1517-1520) - 45 Antonio Sassolini (1520-1525) - 46 João Vigério (1525-1530) - 47 Giacomo Antonio Ferduzzi (1530-1537) - 48 Lorenzo Spada (1537-1543) - 49 Bonaventura Fauni-Pio (1543-1549) - 50 Giovan Giacomo Passeri (1549-1551) - 51 Giulio Magnani (1551-1559) - 52 Giovanni Antonio Muratori de Cervia (1559-1559) - Giovanni Antonio Delfini (1559-1561), vigário geral - 53 Antonio de' Sapienti (1561-1566) - Felice Peretti de Montalto (1566-1568), vigário geral, depois Papa Sisto V - 54 João Tancredo (1568-1568) - 55 João Pico (1568-1574) - 56 Peter Antonio Camilli (1575-1580) - 57 Antonio Fera (1581-1584) - 58 Clemente Bontadosi (1584-1586) - 59 Evangelista Pellei (1586-1590) - 60 Giuliano Causi (1590-1590) - 61 Francesco Bonfigli (1590-1591) - Ludovico Albuzzi (1592-1593), vigário geral - 62 Filippo Gesualdi de Castrovillari (1593-1602) - 63 Giuseppe Pisculli (1602-1607) - 64 Guillaume d'Hugues (Guglielmo Ugoni d'Avignon) (1608-1612) - 65 Giacomo Montanari de Bagnacavallo (1612-1622) - 66 Michele Misserotti (1622-1623) - 67 Felice Franceschini (1625-1632) - 68 Giovan Battista Berardicelli (1632-1647) - 69 Michelangelo Catalani (1647-1653) - 70 Felice Gabrielli (1653-1659) - 71 Giacomo Fabretti (1659-1665) - 72 Andrea Bini (1665-1670) - 73 Marziale Pellegrini de Castrovillari (1670-1677) - 74 Giuseppe Amati (1677-1683) - 75 Antonio Aversani (1683-1689) - 76 Giuseppe Maria Bottari (1689-1695) - 77 Felice Rotondi (1695-1701) - 78 Vincenzo Maria Coronelli (1701-1707) - Carlo Baciocchi (1701-1704), vigário geral - 79 Bernardino Angelo Carucci (1707-1713), - 80 Dominic Andrea Borghesi (1713-1718) - Giuseppe Maria Baldrati (1718-1719), vigário geral - 81 Carlo Giacomo Romilli (1719-1725) - 82 Giuseppe Maria Baldrati (1725-1731) - 83 Vincenzo Conti (1731-1738) - Felice Angelo Sidori (1738-1741), vigário geral - 84 Giovan Battista Minucci (1741-1747) - 85 Carlo Antonio Calvi (1747-1753) - 86 Giovan Battista Costanzo (1753-1759) - 87 Giovan Battista Columbini (1759-1764) - 88 Dominic Andrea Rossi (1764-1771) - 89 Luigi Maria Marzoni (1771-1777) - 90 Gian Carlo Vipera (1777-1783) - 91 Federico Lauro Barbarigo (1783-1789) - 92 Giuseppe Maria Medici (1789-1795) - 93 Bonaventura Bartoli (1795-1803) - 94 Nicola Papini (1803-1809) - 95 Giuseppe Maria de Bonis (1809-1824) - 96 Luigi Battistini (1824-1830) - 97 Dominic Secondi (1830-1832) - Antonio Francesco Orioli (1832-1833), vigário geral - 98 Antonio Paolo Barbetti (1833-1839) - 99 Angelo Bigoni (1839-1845) - 100 Giuseppe Carlo Magni (1845-1851) - 101 Giacinto Gualerni (1851-1857) - 102 Salvatore Cali (1857-1864) - 103 Ludovico Marangoni (1864-1872) - 104 Antonio Maria Adragna (1872-1879) - 105 Bonaventura Maria Soldatic de Cherso (1879-1891) - 106 Lorenzo Caratelli (1891-1904) - 107 Dominic Reuter (1904-1910) - 108 Vittorio Maria Sottaz (1910-1919) - Francesco Dall'Olio (1913-1919), vigário geral - 109 Domenico Maria Tavani (1919-1924) - 110 Alfonso Orlich (Orlini) (1924-1930) - 111 Domenico Maria Tavani (1930-1936) - 112 Bede Maria Hess (1936-1953) - Bonaventura Mansi (1953-1954), vigário geral - 113 Vittorio Maria Costantini (1954-1960) - 114 Basil Maria Heiser (1960-1972) - 115 Antonio Vitale Bommarco (1972-1982) - 116 Lanfranco Serrini (1983-1996) - 117 Gianfranco Agostino Gardin (1996-2002) - 118 Joachim Giermek (2002-2007) - 119 Marco Tasca (2007-2019) - 120 Carlos Trovarelli (desde 2019) |

### Vigários e ministros gerais dos menores capuchinhos
Os capuchinhos foram inicialmente colocados sob a direção nominal dos observadores e foram representados por um vigário geral. Desde o seu reconhecimento como ordem independente (1619) tiveram um ministro geral.
- Matteo da Bascio (1529), 1º vigário geral
- Ludovico da Fossombrone (1529-1535), 2º vigário geral
- Bernardino d'Asti (1535-1538), 3º vigário geral
- Bernardino Ochino (1538-1542), 4º vigário geral
- Francisco de Iesi (1542-1546), 5º vigário geral
  - Bernardino d'Asti (1546-1552), segunda atribuição
- Eusébio d'Ancona (1552-1558), 6º vigário geral
- Tommaso da Città di Castello (1558-1564), 7º vigário geral
- Evangelista da Cannobio (1564-1567), 8º vigário geral
- Mário da Mercato Saraceno (1567-1573), 9º vigário geral
- Vincenzo da Monte d'Olmo (1573-1574), 10º vigário geral
- Gerolamo da Montefiore (1574-1581), 11º vigário geral
- Giovanni Maria da Tusa (1581-1584), 12º vigário geral
- Giacomo da Mercato Saraceno (1584-1587), 13º vigário geral
- Girolamo da Polizzi (1587-1593), 14º vigário geral
- Silvestro da Monteleone (1593-1596), 15º vigário geral
- Gerolamo da Sorbo (1596-1599), 16º vigário geral
- Gerolamo da Castelferretti (1599-1602), 17º vigário geral
- Lorenzo da Brindisi (1602-1605), 18º vigário geral
- Silvestre de Assis (1605-1608), 19º vigário geral
  - Gerolamo da Castelferetti (1608-1613), segunda atribuição
- Paolo da Cesena (1613-1618), vigésimo vigário geral
- Clemente da Noto (1618-1619), 21º vigário geral
- Clemente da Noto (1619-1625), 21º Ministro Geral
- Giovanni Maria da Noto (1625-1631), 22º Ministro Geral
  - Gerolamo da Narni (1631-1632), vigário geral
  - Francisco de Gênova (1632-1634), vigário geral
- Antonio da Modena (1634-1637), 23º ministro geral
- João de Moncalieri (1637-1643), 24º ministro geral
- Innocenzo da Caltagirone (1643-1650), 25º ministro geral
- Fortunato da Cadore (1650-1656), 26º ministro geral
- Simpliciano da Milano (1656-1662), 27º ministro geral
- Marco Antonio da Carpenedolo (1662-1665), 28º ministro geral
  - Fortunato da Cadore (1665-1667), vigário geral
- Fortunato da Cadore (1667-1669), segunda atribuição
  - Buenaventura da Recanati (1669-1671), vigário geral
- Stefano da Cesena (1671-1678), 29º ministro geral
- Bernard of Porto Maurizio (1678-1684), 30º ministro geral
  - Bonaventura da Recanati (1684-1685), vigário geral
- Carlo Maria da Macerata (1685-1691), 31º ministro geral
- Bernardino d'Arezzo (1691-1698), 32º ministro geral
- Giovanni Pietro da Busto Arsizio (1698-1700), 33º ministro geral
  - Angelicus von Wolfach (1700-1702), vigário geral
- Agostino da Latisana (1702-1709), 34º Ministro Geral
- Bernardino da Saluzzo (1709-1710), 35º ministro geral
  - João Antônio de Florência (1710-1712), vigário geral
- Michelangelo de Ragusa (1712-1719), 36º ministro geral
- João Antônio de Florença (1719-1721), 37º ministro geral
  - Bernardino da Sant'Angelo in Vado (1721-1726), vigário geral
- Hartman de Brixen (1726-1731), 38º ministro geral
- Bonaventura da Ferrara (1731-1740), 39º ministro geral
- José Maria da Terni (1740-1747), 40º Ministro Geral
- Sigismundo da Ferrara (1747-1753), 41º ministro geral
  - Gelasio da Gorizia (1753-1754), vigário geral
- Serafin von Ziegenhals (1754-1761), 42º Ministro Geral
- Pablo da Colindres (1761-1766), 43º ministro geral
  - Giuseppe Maria da Savorgnano (1766-1768), vigário geral
- Loved by Lamballe (1768-1773), 44º Ministro Geral
- Erhard de Radkesburg (1773-1789), 45º ministro geral (vigário geral nos dois primeiros anos)
- Angelico da Sassuolo (1789-1796), 46º ministro geral
- Nicola da Bustillo (1796-1806), 47º ministro geral
- Michelangelo de Sansepolcro (1806-1814), 48º ministro geral
  - Mariano d'Alatri (1814-1818), vigário geral
- Francisco de Solchaga (1818-1824), 49º Ministro Geral
- Ludovico Micara (1824-1830), 50º Ministro Geral
- Juan de Valencia (1830-1838), 51º Ministro Geral
- Eugene da Rumilly (1838-1844), 52º ministro geral
- Luigi da Bagnaia (1844-1845), 53º ministro geral
  - Andrea d'Arezzo (1845-1847), vigário geral
- Venanzio de Turim (1847-1853), 54º ministro geral
- Salvatore da Ozieri (1853-1859), 55º ministro geral
- Nicola da San Giovanni in Marignano (1859-1872), 56º ministro geral
- Egídio da Cortona (1872-1884), 57º ministro geral
- Bernard of Andermatt (1884-1908), 58º Ministro Geral
- Pacífico da Seggiano (1908-1914), 59º ministro geral
- Venantius de Lisle-Rigault (1914-1920), 60º ministro geral
- Giovanni Antonio Bussolari (1920-1926), 61º Ministro Geral
- Melchiorre da Benisa (1926-1932), 62º ministro geral
- Vigilio Federico Dalla Zuanna (1932-1938), 63º Ministro Geral
- Donatus von Welle (1938-1946), 64º Ministro Geral
- Clement of Milwaukee (1946-1952), 65º ministro geral
- Benigno da Sant'Ilario Milanese (1952-1958), 66º Ministro Geral
- Clement of Milwaukee (1958-1964), 67º ministro geral
- Clementine of Vlissingen (1964-1970), 68º ministro geral
- Pasquale Rywalski (1970-1982), 69º Ministro Geral
- Flavio Roberto Carraro (1982-1994), 70º Ministro Geral
- John Corriveau (1994-2006), 71º Ministro Geral
- Mauro Jöhri (2006-2018), 72º Ministro Geral
- Roberto Genuin (desde 2018), 73º Ministro Geral
- Atribui no numero 29, o verdadeiro ministro Antônio de Cascia, porém houve para uma parte da Ordem a releição do ministro Frei Antônio da Peréto pelo Antipapa Alexandre V. Época do Cisma Papal (1378-1417)